# Ansel Adams Wilderness
Ansel Adams Wilderness é uma área selvagem de florestas em Sierra Nevada, Califórnia, Estados Unidos. Possui uma área de 932 km².

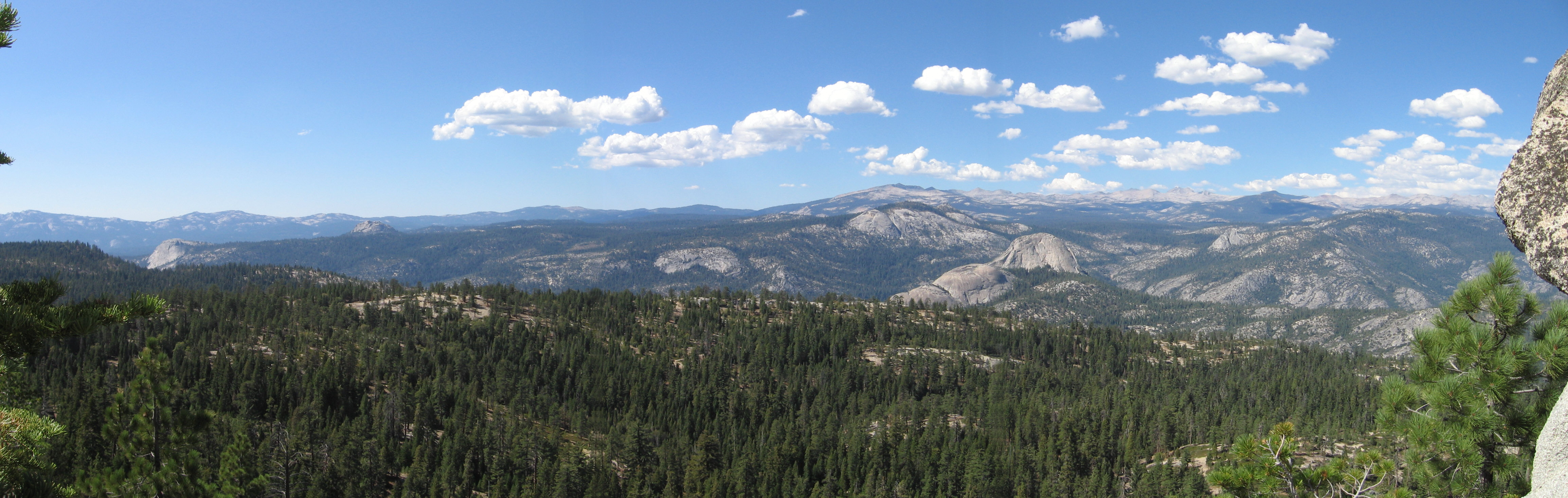
Ansel Adams Wilderness

## Bibligrafia
- Bibliografia de Sierra Nevada